# Oscar von Sarwey

Oscar von Sarwey

Oscar Sarwey, seit 1870 von Sarwey, (auch Oskar; * 7. März 1837 in Ludwigsburg; † 30. Januar 1912 in Charlottenburg) war ein württembergischer Generalleutnant sowie „Militärdirigent“ der Reichs-Limeskommission.

## Leben
Sarwey war der Sohn eines Obertribunalrates. Nach dem Besuch des Gymnasiums in Stuttgart, absolvierte er ab 22. April 1855 die Kriegsschule Ludwigsburg und wurde am 7. September 1857 als Portepeekadett im 6. Infanterie-Regiment der Württembergischen Armee angestellt. Im März 1867 wurde er in den württembergischen Generalstab befördert und genoss dort das Vertrauen des damaligen Kriegsministers, Generalleutnant Rudolf von Wagner-Frommenhausen, sowie des Chefs des Generalstabs. Später wurde er aufgrund der Militärkonvention zwischen Württemberg und Preußen als Hauptmann im Generalstab zur preußischen Armee kommandiert. In dieser Funktion nahm er als Generalstabsoffizier der kombinierten 2. Württembergischen Feldbrigade unter anderem an der Schlacht bei Sedan und der Einschließung von Paris im Deutsch-Französischen Krieg 1870/71 teil.
1862 wurde er in der Stuttgarter Freimaurerloge Zu den 3 Cedern zum Freimaurer aufgenommen, die er 1870 „aus Gründen innerer Überzeugung“ wieder verließ.
Für seine Leistungen während dieses Krieges wurde er am 28. Dezember 1870 mit dem Ritterkreuz des Militärverdienstordens beliehen. Damit verbunden war die Erhebung in den persönlichen Adelstand und er durfte sich nach der Eintragung in die Adelsmatrikel von Sarwey nennen. Außerdem erhielt er beide Klassen des Eisernen Kreuzes.
Am 14. Juni 1883 zunächst mit der Führung des Infanterie-Regiments „Großherzog Friedrich von Baden“ (8. Württembergisches) Nr. 126 beauftragt, wurde Sarwey am 2. August 1883 zum Regimentskommandeur ernannt und in dieser Stellung am 27. April 1884 zum Oberst befördert. Das Regiment gab er am 21. August 1888 ab, wurde Generalmajor und Brigadekommandeur sowie vorläufig zur Übernahme der 52. Infanterie-Brigade kommandiert. Kurz darauf stellte man ihn à la suite der Armee und kommandierte ihn nach Preußen. Hier erhielt Sarwey das Kommando über die 9. Infanterie-Brigade. Am 17. November 1890 zum Generalleutnant befördert, wurde Sarwey mit diesem Datum zur Disposition gestellt und ließ sich in Charlottenburg nieder.
In Konkurrenz zu dem bayerischen Generalmajor und Limesforscher Karl von Popp und gegen den Willen Theodor Mommsens wurde Sarwey 1892 zum „militärischen Dirigenten“ der Reichs-Limeskommission berufen. Als solcher war er beratender militärischer Spezialist für alle entsprechenden Fragen im Zusammenhang mit dem Limes (Analogien zwischen römischer und moderner Militärarchitektur, strategisches Verständnis etc.). Ferner war er neben Ernst Fabricius und Felix Hettner Mitherausgeber des dreizehnbändigen Limeswerks. Von Sarwey erlag einem Schlaganfall.

## Auszeichnungen (Auswahl)
- 1872: Militärverdienstkreuz
- 1877: Kronenorden 3. Klasse
- 1880: Ritterkreuz 1. Klasse des Ordens der Württembergischen Krone
- 1885: Komturkreuz 2. Klasse des Friedrichs-Ordens
- 1886: Kronenorden 2. Klasse
- 1890: Komturkreuz des Ordens der Württembergischen Krone
- 1890: Roter Adlerorden 2. Klasse[2]
- 1895: Komturkreuz des Militärverdienstordens
- 1910: Großkreuz des Militärverdienstordens
- 1911: Stern zum Roten Adlerorden 2. Klasse
- 1911: ordentliches Mitglied des Deutschen Archäologischen Instituts

## Schriften

### Herausgeberschaft
- Der obergermanisch-raetische Limes des Roemerreiches. 13 Bände. gemeinsam mit Ernst Fabricius und Felix Hettner.

### Aufsätze
- Die Abgrenzung des Römerreiches. In: Westdeutsche Zeitschrift für Geschichte und Kunst. 13, 1894, S. 1–22.
- Römische Strassen im Limesgebiet. In: Westdeutsche Zeitschrift für Geschichte und Kunst. 18, 1899, S. 1–45. 93–128. 251.